# Brismene församling
Brismene församling var en församling i Skara stift och i Falköpings kommun. Församlingen uppgick 2002 i Kinneveds församling. 

## Administrativ historik
Församlingen har medeltida ursprung. 
Församlingen var till 1962 annexförsamling i pastoratet Börstig, Kärråkra och Brismene, som under medeltiden även omfattade Mussla församling och till omkring 1550 Döve församling. Från 1962 till senast 1998 var den annexförsamling i pastoratet Kinneved, Vårkumla, Börstig och Brismene. Åtminstone från 1998 till 2002 var församlingen annexförsamling i pastoratet Floby, Göteve, Trävattna, Hällestad, Grolanda, Jäla, Kinnevad, Vårkumla, Börstig, Brismene, Åsarp, Gökhem, Sörby, Vilske-Kleva och Ullene. Församlingen uppgick 2002 i Kinneveds församling.

## Kyrkor
- Brismene kyrka